# Nieuwe Leij
De Nieuwe Leij is een beek in Noord-Brabant. 

## Geografie
De Leij ontspringt eigenlijk op twee plekken: als Poppelse Leij (of Leijbeek) op de Poppelse Hei in het zuiden van de gemeente Alphen-Chaam (op of net over de Belgische grens) en als Rovertse Leij bij Poppel, net over de rijksgrens. In Goirle, bij de Leyenhoeve, komen deze twee stroompjes bij elkaar en vormen daar de Nieuwe Leij.
Even ten zuidoosten van Tilburg voegt zich daar ook de Oude Leij bij, en zo gaat het stroompje verder als De Leij, door het Leijpark, langs Koningshoeven in de richting van het Wilhelminakanaal. Daar duikt de beek onder het kanaal door, en komt aan de andere kant weer boven als Voorste Stroom.
De Leij heeft tegenwoordig de functie van waternatuur en viswater. Aan één kant van de Rovertse Leij, ter hoogte van de Poppelseweg, staat zogenaamd beekbegeleidend bos. Dit behoort tot de meest waardevolle broekbossen van Oost-Brabant. De regelmatige winterse overstromingen van de Nieuwe Leij houden de uitbreiding van Goirle in oostelijke richting tegen.
De Poppelse Leij en de Rovertse Leij verschillen sterk van elkaar in karakter. De Rovertse Leij is weinig vergraven en slingert nog geheel natuurlijk door het bos. Eenmaal buiten het landgoed Gorp en Roovert is de beekloop rechtgetrokken. De Poppelse Leij is daarentegen veel meer een overloop van een serie vennen en moerassen aan de rand van de Rechte Heide. Deze beek heeft nooit sterk gemeanderd en is daarbij ook nog eens door mensenhand naar de rand van het beekdal verlegd. Daar was het immers eenvoudiger graven dan midden in het moeras. Het water werd zo opgeleid dat het kon worden ingezet voor de watervoorziening van een watermolen.

## Geschiedenis
De eerste watermolen (de Goirlese Watermolen) lag aan de Wachtelberg en is in 1331 gebouwd. De naam Watermolenstraat in Goirle herinnert nog aan deze molen. Het molenrecht behoorde aan de Heren van Tilburg, Goirle en Riel en werd uitgegeven aan een molenaar die zelf zorgde voor de exploitatie van de molen. Die had een dubbele functie, namelijk die van korenmolen en van oliemolen.
Voor de korenmolen werd de constante wateraanvoer van de Rovertse Leij gebruikt. Voor de oliemolen was meer waterkracht in minder tijd nodig. Hiervoor werd het water gebruikt dat uit de moerassen via de Poppelse Leij toevloeide.
Na de watermolen stroomt de beek verder als de Oude Leij en Nieuwe Leij. De Nieuwe Leij is eveneens opgeleid. Eerst ten behoeve van een watermolen bij het Grollengat en later om een systeem van vloeiweides mogelijk te maken. Door bevloeiing van graslanden kon hier een hogere hooiopbrengst worden verkregen en kon er meerdere keren per jaar worden gehooid. De Oude Lei vormde van oudsher de grens van de gemeenschappelijke gronden (gemeint) van Hilvarenbeek.

## Zijstromen en vertakkingen
De Nieuwe Leij heeft onderstaande zijstromen en vertakkingen om uiteindelijk over te gaan in de Voorste Stroom.
- Nieuwe Leij
  - Zwarte Rijt
  - Korvelseloop
  - Oude Leij
  - Katsbogten
  - Rovertsche Leij
  - Poppelse Leij
    - Kleine Heiloop
    - Rethscheloop
      - Ossevenloop